# Associação Académica e Operária
Associação Académica e Operária is een Kaapverdische voetbalclub. De club speelt in het voetbalkampioenschap van Boa Vista (eilanddivisie), waarvan de kampioen deelneemt aan het Kaapverdisch voetbalkampioenschap, de eindronde om de landstitel.

## Erelijst
Voetbalkampioenschap van Boa Vista
1977/78, 1978/79, 1981/82, 1982/83, 1984/85, 1988/89, 1990/91, 1992/93, 1994/95, 1995/96, 1996/97, 1998/99, 1999/2000, 2002/03, 2008/09, 2011/12, 2013/14, 2014/15
Openingstoernooi van Boa Vista: 1
2005
11 Estrelas · Académica Operária · África Show · Desportivo · Juventude do Norte · Sal Rei · Sanjoanense · Sporting